# Caio Rangel
Caio Rangel da Silva (Rio de Janeiro, 16 januari 1996) is een Braziliaans voetballer.

## Clubcarrière
Rangel kwam in 2007 in de jeugdopleiding van CR Flamengo terecht. In de zomer van 2014 vertrok hij naar Italië om te gaan voetballen bij Cagliari. Hij maakte zijn competitiedebuut voor de club op 19 augustus 2014 in de wedstrijd tegen Sampdoria. Rangel kwam na 67 minuten het veld in als vervanger van Albin Ekdal. In de wedstrijd om de Coppa Italia tegen Modena startte hij voor het eerst in de basis, maar moest hij na ruim een half uur geblesseerd het veld verlaten.
In augustus 2015 werd hij voor de duur van twee seizoenen verhuurd aan FC Arouca, dat tevens een optie tot koop bedong. Bij de Portugese promovendus wist Rangel echter niet door te breken. Eind januari 2016 besloot de club om de huurperiode te beëindigen en zodoende keerde Rangel terug naar Cagliari.
In februari 2016 keerde Rangel terug naar zijn geboorteland om op huurbasis aan de slag te gaan bij Cruzeiro, dat tot 2017 de beschikking kreeg over de speler. Hij werd aangetrokken als versterking voor de onder 20. In januari 2017 keerde hij terug naar Cagliari, dat besloot om hem wederom te verhuren, ditmaal voor de rest van het kalenderjaar aan Criciúma EC. Na afloop van deze huurperiode besloot Cagliari om zijn aflopende contract niet te verlengen.
In juli 2017 tekende Rangel een contract tot medio 2020 bij Estoril, dat hem het seizoen 2017 op huurbasis liet afmaken bij Criciúma. Tijdens zijn periode in de Serie B wist hij zich in de kijker te spelen van Cruzeiro. Hij tekende in oktober een per 1 januari 2018 ingaand contract voor drie seizoenen bij de club. De transfer ging echter niet door vanwege een contractueel dispuut en Rangel speelde geen minuut voor de club. Nadien speelde hij voor verscheidene kleinere Braziliaanse ploegen, waaronder Chapecoense.

## Interlandcarrière
Rangel won in 2011 met Brazilië de Copa America onder 15. Hij was eenmaal trefzeker op het toernooi.
Rangel nam in 2013 met Brazilië onder 17 deel aan de Copa America onder 17. Op het toernooi werd een derde plek behaald, wat recht gaf op deelname aan het aankomende WK onder 17,  welke plaatsvond in de Verenigde Arabische Emiraten. Voor dit toernooi werd Rangel ook geselecteerd. Hij wist in de vijf wedstrijden die hij speelde tweemaal het net te vinden. Brazilië onder 17 werd in de kwartfinales uitgeschakeld door de leeftijdsgenoten van Mexico.

## Erelijst
| Copa America onder 15 | Goud | 2011 |